# Akustický zkrat
Membrána přímovyzařujících reproduktorů se pohybuje vpřed a vzad, tím rozechvívá okolní prostředí a vytváří zvuk. Neoddělením prostor před a za membránou dochází k tzv. akustickému zkratu, neboli efektu, kdy se tlaky před a za membránou vyrovnávají. Při akustickém zkratu dochází k zkreslení zvukového projevu reproduktoru. 
Problém akustického zkratu se řeší umístěním reproduktoru do ozvučnice, tj. oddělením prostor před a za membránou.

## Míra akustického zkratu
Míra akustického zkratu je závislá na frekvenci reprodukovaného zvuku a roste s klesajícím kmitočtem. Nastává zejména tehdy, když se vlnová délka reprodukovaného kmitočtu blíží vzdálenosti, kterou musí zvuk urazit od přední strany membrány k její zadní straně a setkají se tak vlny s různou (nejhůře opačnou) fází, čímž dochází k jejich interferenci.
To znamená, že opačné fáze se vyruší. Prakticky – když se zapojí a hraje na basový reproduktor bez ozvučnice, která by obě protifáze oddělila, je víceméně slyšet jen střední kmitočty, zatímco ty nízké jsou slyšet, jen když je ucho vloženo prakticky do konusu membrány.